# Каливода, Курт
Курт Каливода (нем. Kurt Kaliwoda, 31 декабря 1914 — 16 ноября 1999) — австрийский шахматист, международный мастер ИКЧФ.
Бронзовый призер чемпионата Австрии 1956 г.
В составе сборной Австрии участник шахматной олимпиады 1960 г.
Участник мемориала Шлехтера 1949 г.
Главных успехов добился в игре по переписке. Участвовал во 2-м чемпионате мира и ряде международных турниров. В составе сборной Австрии участвовал в командных первенствах Европы по переписке.

## Книга
- „Ubersicht der Modernen Schacheroffnungen“ («Обзор современных шахматных дебютов», 1950).

## Спортивные результаты
| Год                       | Город                           | Соревнование                              | + | − | = | Результат | Место |
| ------------------------- | ------------------------------- | ----------------------------------------- | - | - | - | --------- | ----- |
| 1949                      | Вена                            | Мемориал К. Шлехтера                      | 2 | 7 | 4 | 4 из 13   | 12—13 |
| 1950 / 1951               | Люцерн                          | Международный турнир                      |   |   |   |           |       |
| 1956                      | Райхенау-ан-дер-Ракс            | Чемпионат Австрии                         |   |   |   |           | 3     |
| 1960                      | Лейпциг                         | XIV Олимпиада (сборная Австрии, запасной) | 2 | 2 | 6 | 5 из 10   |       |
| СОРЕВНОВАНИЯ ПО ПЕРЕПИСКЕ |                                 |                                           |   |   |   |           |       |
| 1956—1958                 | 2-й чемпионат мира по переписке | 2-й чемпионат мира по переписке           | 2 | 9 | 3 | 3½ из 14  | 14    |
| 1960                      | Мемориал М. Блюмиха             | Мемориал М. Блюмиха                       |   |   |   |           |       |
| 1973—1975                 | Командное первенство Европы     | Командное первенство Европы               |   |   |   |           |       |
| 1978—1980                 | Командное первенство Европы     | Командное первенство Европы               |   |   |   |           |       |